# 瑞吉斯大學
瑞吉斯大学（Regis University）是位于美国科罗拉多州丹佛的一所全美仅有28天主教耶稣会大学。它由耶稣会在1877年创立于新墨西哥州拉斯维加斯，即拉斯维加斯学院（Las Vegas College）。1884年耶稣会又在科罗拉多州莫里斯成立了圣心学院（Sacred Heart College），1887年两学院合并并搬到现址，形成了瑞吉斯学院，1991年升格为大学。2019年美国新闻与世界报道将其列在全美大学排名第202位。获得美国中北部地区协会认证（NCACS）、美国大学委员会认证，曾被《美国新闻及世界报道》选为美国西部第十个最好的国家级大学，瑞吉斯大学Regis University的学位课程多以文科和商科占大多数，是美国西部十个拥有最高师生比例的大学之一。

## 校友
- 湯火聖，立法委員。